# Cadeby (Leicestershire)
Cadeby – wieś w Anglii, w hrabstwie Leicestershire, w dystrykcie Hinckley and Bosworth. Leży 16 km na zachód od miasta Leicester i 150 km na północny zachód od Londynu.